# Rękopis eugeniuszowski
Rękopis eugeniuszowski – najstarszy zachowany rękopis Kroniki Wincentego Kadłubka, uważany przez badaczy za najlepszy spośród znanych 29 średniowiecznych odpisów tego dzieła.
Jest to rękopis pergaminowy, pochodzący z XIV wieku. Oprawiony jest w skórzaną okładkę, pochodzącą z XVI wieku. Powstał na terenie Polski, na jej terenie znajdował się jeszcze w XVI wieku. Na przełomie XVII i XVIII wieku był własnością Gottfrieda Wilhelma Leibnitza. Przypuszcza się, że mógł go nabyć w 1669, kiedy przebywał na terenie Rzeczypospolitej Obojga Narodów; z drugiej strony nie wyklucza się, że otrzymał go od Szwedów. Przed 1715 Leibnitz przekazał go Eugeniuszowi Sabaudzkiemu; stąd pochodzi dzisiejsza nazwa rękopisu. Obecnie jest przechowywany w Bibliotece Narodowej w Wiedniu.
W okresie międzywojennym był jednym z dwóch XIV-wiecznych rękopisów Kroniki Kadłubka. Po II wojnie światowej, kiedy zniszczeniu uległ tzw. kodeks Kuropatnickiego, stał się najstarszym znanym rękopisem dzieła mistrza Wincentego.